# Søndergård
 For alternative betydninger, se Søndergård. (Se også artikler, som begynder med Søndergård)
Søndergård er et dansk efternavn.
Kendte personer med dette efternavn omfatter:
- Jens Christian Søndergård (født 1945), dansk saxofonist
- Jesper Søndergård Thybo (født 1999), dansk skak stormester (2020)
- Pylle Søndergård (født 1952), dansk maler, fotograf og keramisk kunstner
- Thomas Søndergård (født 1969), dansk dirigent